# 김석 (1992년)
김석 (1992년 8월 10일 ~)은 대한민국의 배우이자 승마 선수다. 1997년 영화 넘버3로 데뷔하였다. 현재는 연예활동을 중단하고 승마선수 활동하고 있다.

## 학력
- 2002 ~ 2005 옥천초등학교
- 2005 ~ 2008 강릉중학교
- 2008 경기고등학교
- 한양대학교
- 관동대학교

## 경력
- 2010년 광저우아시안게임 승마 국가대표
- 2011년 승마 국가대표
- 2012년 승마 국가대표
- 2013년 승마 국가대표
- 2014년 인천아시안게임 승마 국가대표
- 2018년 자카르타팔렘방 아시안게임 승마 국가대표(장애물/종합마술)

## 출연 작품

### 드라마
| 연도 | 방송사 | 제목              | 역할                 | 비고        |
| ---- | ------ | ----------------- | -------------------- | ----------- |
| 1997 | MBC    | 남자 셋 여자 셋   |                      |             |
| 1998 | SBS    | LA아리랑          |                      |             |
| 1999 | MBC    | 날마다 행복해     | 홍동석               |             |
| 2001 | MBC    | 어쩌면 좋아       |                      |             |
| 2001 | MBC    | 결혼의 법칙       |                      |             |
| 2001 | SBS    | 이 부부가 사는 법 |                      |             |
| 2001 | SBS    | 화려한 시절       |                      |             |
| 2002 | MBC    | 내 이름은 공주    |                      |             |
| 2002 | KBS2   | 결혼합시다        |                      |             |
| 2002 | MBC    | 내 사랑 팥쥐      | 어린 김현성          | 김래원 아역 |
| 2003 | KBS2   | 상두야 학교가자   | 어린 차상두          | 정지훈 아역 |
| 2004 | SBS    | 토지              | 김환국               |             |
| 2004 | SBS    | 장길산            | 어린 장길산          | 유오성 아역 |
| 2005 | SBS    | 홍콩 익스프레스   | 어린 강민수          | 조재현 아역 |
| 2005 | SBS    | 서동요            | 어린 서동            | 조현재 아역 |
| 2006 | KBS1   | 서울 1945         | 어린 최운혁 (이강국) | 류수영 아역 |
| 2006 | MBC    | 궁                | 신채준               |             |
| 2007 | MBC    | 주몽              | 온조                 |             |
| 2007 | KBS1   | 대조영            | 대단 (대무예)        |             |
| 2009 | MBC    | 선덕여왕          | 어린 임종            | 강지후 아역 |

### 영화
| 연도 | 제목                            | 역할          | 비고 |
| ---- | ------------------------------- | ------------- | ---- |
| 1997 | 넘버 3                          | 태주아이      |      |
| 1999 | 그렇게 김순임은 강두식을 만났다 | 강두식        |      |
| 2000 | 킬리만자로                      | 번개 아들     |      |
| 2002 | 도둑맞곤 못살아                 | 수민          |      |
| 2003 | 선생 김봉두                     | 준석          |      |
| 2004 | 아홉살 인생                     | 백여민        |      |
| 2004 | 우리 형                         | 어린 김종현   |      |
| 2022 | 인민을 위해 복무하라            | 내무반 병사들 |      |

## 광고
- 2005년 한국P&G 페브리즈
- 2005년 정식품 베지밀 틴스
- 2006년 농심 땅콩꽈배기 꿀꽈배기
- 2007년 농심 짜파게티
- 2007년 농심 새우깡
- 2007년 동서식품 핫초코 미떼

## 수상
- 2006년 KBS 연기대상 청소년연기상
- 2009년 전국단체승마대회 고등부 표준장애물 경기 금메달